# أهل الهمة
أهل الهمة هي جائزة تُمنح للأفراد أو المجموعات الأردنيين الذين قدموا خدمات مميزة لمجتمعاتهم. أُطلقت الجائزة من قبل الملكة الأردنية رانيا العبدالله عام 2009 بمناسبة الذكرى العاشرة لتولي الملك عبدالله الثاني سلطاته الدستورية. اقيم الحفل النهائي على مسرح جرش.
جلالة الملكة رانيا العبدالله أطلقت "أهل الهمة" في العاشر من آذار الماضي وتفاعل معها المجتمع الأردني بمختلف فئاته حيث وصلها أكثر من 45 ألف طلب ترشيح من مختلف أنحاء المملكة عبر المكاتب البريدية والموقع الالكتروني للمبادرة

## الفائزون
الفائزون العشرة حسب التصويت هم:
1. متطوعات غور الصافي
2. سويلم الريحاني
3. غالب خوالدة
4. حسام عياد
5. قيس مقابلة
6. جمال القطيفان
7. امن القوابعة
8. تمارا الدراوشة
9. فاطمة العنانبة،
10. احمد غرايبة

وحصل كل منهم على منحة مالية قيمتها 30 ألف دينار أردني لدعم الهدف الذي يخدمه، وسيصار إلى تسمية عشر منح دراسية باسم كل فائز من الفائزين العشرة في الجامعات الأردنية.

## حفل الختام
اشتمل الاحتفال التكريمي على استعراض فني جسد رقصات مختلفة تعكس الغنى الثقافي والفني في الأردن، و أغنية "كيف الهمة" والتي تفاعل معها الجمهور.وقدم الفنانان عمر العبداللات وطوني قطان أغنية "أهل الهمة"، وكانت هذه الأغنية قد أُلفت ولُحنت خصيصاً لهذه المبادرة وجرى بثها منذ إطلاق المبادرة للتغني بأبناء الشعب الأردني والأبطال الذين هدفت المبادرة للبحث عنهم وتسليط الضوء على مساهماتهم وإنجازاتهم .

قالت الملكة رانيا العبدالله في حفل اهل الهمة الذي اقيم في عمان
لقد جيشت قادة، وأهل العزم وأهل الهمة كلهم الأردن ..... قادة يقومون بدورهم بتمكين الآخرين. أعطيتنا الإرادة والقوة والدافع لنطمح، لنحلم بعيداً، لنتعلم أكثر، لنصبح الأفضل، نساء ورجالاً على حد سواء. وأنا رانيا العبدالله أولى المجندات".

### كلمات الاغنية
قام فريق عمل المبادرة بانتاج أغنية قام بغنائها الفنانان الأردنيان طوني قطان وعمر العبداللات تحمل عنوان المبادرة "أهل الهمة" وهي الأغنية الأولى التي جمعت الفنانيّن معا.
- حلفو والعين تهون ..... لأجلك لاجل مجدك نبض القلب يمون
- همتهم بتشيل جبال ..... قدام أهل الهمة ما في محال
- لو صرخت وصحت لأقف معك ..... مش مستني صوتك لأسمعك.
- لوتعبت وحملك وجعك ..... على عقال راسي لرفعك.
- يا بن بلادي شد الهمة ..... خلو ولادنا يضلوا بنعمة.
- ايدي بايدك الاردن يعمر ..... حنا نشامى فعل وكلمة.
- بنت بلادي شدي الهمة ..... خلو ولادنا يضلوا بنعمة.
- ايدي بايدك لاردن يعمر ..... حنا نشامى فعل وكلمة.
- ان تعب أخوك داويه بمية العين ..... بالعلم اطلعوا عالسما نجمين
- لتضلوا للاردن نوارتين ..... أهل الهمة وشمعات هالبلد الزين.
- وحياة زيتونك لزرع الخير لعيونك ..... غمضي جفونك يا بلادي زلامك تصونك
- لشمالك وجنوبك يا أردن لسهر عمرين ..... وان طفت نجمة بسماك خد نور العينين.
- يا بن بلادي شد الهمة ..... خلو ولادنا يضلوا بنعمة.
- ايدي بايدك الاردن يعمر ..... حنا نشامى فعل وكلمة.
- بنت بلادي شدي الهمة ..... خلو ولادنا يضلوا بنعمة.
- ايدي بايدك لاردن يعمر ..... حنا نشامى فعل وكلمة.
- منا الكم بوسة على الجبين ..... وعالايدين اللي بالكرم محنّيين.
- رح نكتب أساميكم عوراق الزعتر والتين ..... لتضل نسمات جبالنا بيكم معطرين

## روابط خارجية
- الموقع الرسمي نسخة محفوظة 2010-06-16 على موقع واي باك مشين.